# 성진대해
《성진대해》(星辰大海)는 2021년 방송되었던 중국의 드라마이다.

## 줄거리
- 90년대 초 광저우시로 온 젠하이는 고아 출신으로 식당의 종업원 무역회사의 말당 직원등의 일을 거쳐 자신만의 총명함과 선량함으로 분투해 뛰어난 해외 무역 상품 판매자 겸 업무 매니저로 성장한다 하지만 그녀는 지금의 자신의 위치에 만족하지 않고 몇 번의 우여곡절들을 거쳐 자신의 무역회사를 설립해 점점 세력을 넓히며 결국 글로벌 기업의 CEO가 된다 성장의 길 위에서 젠하이는 미망함을 겪기도 하지만 자신의 인생에서의 가치를 찾아나서는 동시에 팡헝즈와의 감정도 더욱 깊어지며 서로의 인생에서 중요한 반려자가 된다

## 등장인물
- 류타오 - 젠하이 역
- 레이먼드 람 - 팡헝즈 역
- 호방생 (芦芳生) - 리이밍 역
- 차이비윈 - 원신 역
- 장신광 (Morni Chang) - 린펑시 역
- 담요문 (Patrick Tam) - 토니 역
- 톈뉴 - 팡란페이 역
- 백재헌 (Tom Price) - 린첸성 역
- 예홍결(倪虹洁) - 랑샤오엔 역
- 우혜 (于慧) - 아이미 역
- 하학 (何翯) - 아지아오 역
- 황숴원 - 아밍 역
- 동이훤 (Elena) - 아시앙 역
- 대소영 (戴笑盈) - 량빙 역

## 참고 사항
- 극중 젠하이 역을 맡은 류타오는 배니일기장대가 종영한지 6개월만에 출연하는 작품이기도 하다.
- 해당드라마 OST는 극중 젠하이와 팡헝즈 역을 맡았던 류타오와 레이먼드 람이 참여 하였다